# État-major
État-major is een term voor de staf van een opperofficier in het leger. Ook de gezamenlijke officieren van een schip, uitgezonderd de gezagvoerder, kunnen zo worden aangeduid. De overige manschappen worden in lijn hiermee betiteld als 'minderen'.